# 中央军事委员会机关事务管理总局
中央军事委员会机关事务管理总局，通称中央军委机关事务管理总局，是中央军委机关第一级职能部门，负责中央军委机关及附属、直属单位的管理保障工作。总局机关位于北京市西城区。

## 沿革
1950年3月，组建中国人民解放军总直属队行政部，由中央人民政府人民革命军事委员会办公厅兼管。1954年7月，列入中国人民解放军总参谋部序列，改称中国人民解放军总参谋部行政经济管理部（简称总参行政部）。1955年1月，总参行政部开始办公，由中央军委办公厅副主任朱早观兼管。1955年10月，陆续任命该部领导干部。1960年9月，撤销总参行政部，成立国防部办公厅管理局。1963年10月，国防部办公厅管理局改为中国人民解放军总参谋部管理局，归中国人民解放军总参谋部建制。2003年12月，扩编为中国人民解放军总参谋部管理保障部。
2016年改革前，中国人民解放军总参谋部管理保障部下设有：服务局、基建营房局等。
2016年1月在深化国防和军队改革中，成立中央军委机关事务管理总局。中央军委机关事务管理总局负责中央军委机关及附属、直属单位的管理保障工作，以替代原先中国人民解放军总参谋部管理保障部及中央军委办公厅直属工作局等机构的相关职能。该总局设有财务局、京西宾馆管理局、财务结算中心等机构，并抽调财务人员组建区域财务保障组，按照就近就便原则，采取分片、派组和机动等方式对中央军委机关实施财务保障。2016年内，该总局对军委机关服务保障实施全面统管统保。

## 机构设置

### 内设机构
- 综合局
- 财务局
- 营房局
- 服务局
- 卫生局
- 招待局
- 工程代建管理办公室

### 直属单位
- 财务结算中心
- 京西宾馆管理局
- 烟台新时代大厦
- 南口农副业基地
- 顺义农副业基地

## 历任领导
中国人民解放军总参谋部行政经济管理部部长
1. 朱早观（1955年1月—1955年8月，兼任）
2. 查国桢 少将（1957年12月—1960年2月）

| 国防部办公厅管理局局长 1. 黎化南 少将（1961年1月—1963年10月，兼任） | 国防部办公厅管理局政治委员 1. 严 俊 少将（1960年12月—1963年10月） |

| 中国人民解放军总参谋部管理局局长 1. 黎化南 少将（1963年10月—1968年12月） 2. 颜吉连（1968年12月—1969年12月） 3. 梁锡昌（1969年12月—1982年8月） 4. 王高义（1982年8月—1985年8月） 5. 刘世伦 少将（1985年8月—1990年6月） 6. 施安廷 少将（1997年3月—2000年12月） 7. 李天策 少将（2000年12月—2003年12月） | 中国人民解放军总参谋部管理局政治委员 1. 严 俊 少将（1963年10月—1969年12月） 2. 颜吉连（1969年12月—1975年7月） 3. 杨 杰（1975年8月—1977年5月） 4. 邵 英（1978年10月—1983年2月） 5. 李春亭（1983年2月—1984年5月） 6. 吴志远（1984年5月—1988年8月） 7. 王联寿 少将（1988年8月—1990年7月） 8. 刘振国 少将（1985年8月—1990年6月） 9. 王冠三 少将（1990年7月—1992年10月） 10. 曾海生 少将（2003年8月—2003年12月） |

| 中国人民解放军总参谋部管理保障部部长 1. 李天策 少将（2003年12月—2007年11月） 2. 冷德贵 少将（2007年11月—2010年） 3. 黄 斌 少将（2011年7月—2012年12月） 4. 孙 波 少将（2012年12月—2015年12月） | 中国人民解放军总参谋部管理保障部政治委员 1. 曾海生 少将（2003年12月—2007年9月） 2. 孙健民 少将（2007年9月—2008年9月） 3. 黄 斌 少将（2008年9月—2011年） 4. 宋方敏 少将（2011年—2012年） 5. 赵国旗 少将（2012年2月—2015年） |

中央军委办公厅直属工作局局长
……
- 刘殿长 大校（？—？）

……
- 蔡可军 大校（？—？）[6]

……
- 許金峰 大校（？—2008年）
- 刘洪杰 大校（？—2010年）[7]

……
| 中央军委机关事务管理总局局长 1. 刘志明 少将（2016年—2018年） 2. 刘长春 空军少将（2018年7月—？） 中央军委机关事务管理总局副局长 - 高洪林 少将（2016年—） - 刘宗宝 少将（2016年—） - 高荣德 少将（2016年—） - 李少波 少将（2016年—） - 魏翔 少将（2023年—） | 中央军委机关事务管理总局政治委员 1. 陈剑飞 少将（2016年—2021年） 2. 高大光 海军少将（2021年—2023年） 3. 韩国启 空军少将（2023年—） |